# Olivia Dunham
Pour les articles homonymes, voir Dunham (homonymie).
Olivia Dunham est l'un des personnages principaux de la série télévisée américaine Fringe. Agent du FBI chevronnée, elle se retrouve impliquée dans les enquêtes de la division Fringe, unité secrète de l'agence dédiée aux phénomènes et dérives scientifiques. Elle est incarnée par Anna Torv.
Son interprétation durant ses 5 ans lui aura valu quatre Saturn Awards consécutifs (2009-2012) de la "Meilleure actrice" dans une série dramatique.

## Biographie fictive
Son père étant militaire, elle déménage souvent durant son enfance. Après la mort de celui-ci, elle vit à Jacksonville, avec sa mère, sa sœur et son beau-père alcoolique et violent. Un jour, après qu'il a frappé sa mère, Olivia lui tire dessus. Il est emmené à l’hôpital et survit à sa blessure. Elle ne le reverra plus jamais, mais tous les ans, il lui écrit pour son anniversaire afin de lui rappeler qu'il est en vie. On sait qu'elle n'a que 14 ans quand sa mère décède. En travaillant sur une affaire, elle découvre qu'enfant, elle a fait partie d'une expérience menée par Walter et son ami William Bell avec du cortexiphan, une substance ayant pour but d'améliorer les aptitudes cérébrales. Olivia fut celle montrant les meilleurs résultats.

### Saison 1
Olivia travaille au sein du FBI avec son partenaire et amant John Scott. Mais lors d'une mission, John est grièvement blessé et exposé à une toxine qui dissout les tissus corporels. Elle tente alors de trouver à tout prix un moyen pour le guérir. C'est là qu'elle découvre les travaux du Dr Walter Bishop. Cependant, ce dernier est interné depuis 17 ans et ne peut recevoir la visite que d'un de ses proches. Olivia se rend alors à Bagdad, pour convaincre le fils de Walter, Peter Bishop de l'aider. Après avoir dû le faire chanter pour qu'il vienne, Walter est libéré mais doit demeurer sous la tutelle de Peter.
À la fin de l'enquête, Olivia découvre que John était sûrement un traître. Elle ne sait pas si ses sentiments étaient réels ou s'il se servait d'elle. Mais elle n'hésite pas à le poursuivre ce qui impressionne l'agent Phillip Broyles avec qui elle avait pourtant des rapports plutôt tendus. Il lui propose alors un poste dans la Division Fringe du FBI, dépendante du département de la Sécurité intérieure des États-Unis. Aidée des Bishop père et fils, Olivia enquête désormais sur des phénomènes paranormaux et inédits ayant lieu aux États-Unis. L'équipe est également aidée par Astrid Farnsworth, qui assiste Walter dans son laboratoire basé dans les anciens bâtiments de l'université Harvard, et Charlie Francis, ancien coéquipier et ami d'Olivia qui enquête sur le terrain avec elle.
Dans l'épisode Passe-Muraille, on rencontre Sanford Harris, un agent qu'Olivia a fait arrêter pour avoir agressé sexuellement trois femmes mais celui-ci est relâché et son travail est désormais de surveiller la division. Il est très rancunier et va même jusqu'à empêcher Olivia de faire son travail. Broyles intervient alors à plusieurs reprises afin de la protéger.
Bien que Peter et elle aient une relation conflictuelle au début, très vite un lien de confiance et d'amitié va se créer entre eux deux. Dans L'ennemi de l’intérieur, Olivia est enlevée et Walter insiste lourdement sur le fait que Peter était très inquiet pour elle. Toujours dans le même épisode, on rencontre Rachel et Ella, la sœur d'Olivia et sa fille. Dans l'épisode suivant, Rachel commence à flirter avec Peter ce qui va rendre Olivia jalouse bien qu'elle affirme que cela ne la gêne pas.

### Saison 2
Au début de la saison, on retrouve la voiture d'Olivia vide. Walter et Peter arrivent sur les lieux, et voient Olivia éjectée de la voiture, ils la conduisent jusqu'à l’hôpital où le médecin leur annonce qu'elle ne se réveillera pas. Walter tente de rassurer Peter mais après l'avoir auscultée, il constate qu'il ne peut rien faire. Un peu plus tard, Broyles rejoint Peter au bar et tous deux boivent en l'honneur de l'agent Dunham. Toujours plus tard, Peter se rend à l’hôpital où il voit Rachel qui lui annonce qu'ils débrancheront Olivia le lendemain. Peter va donc à son chevet et au moment de l'embrasser pour lui dire au revoir, elle se réveille totalement paniquée et incapable de se rappeler ce qu'elle a vu avant son accident. Dans Souvenirs de l'autre monde elle se rappelle finalement avoir rencontré William Bell dans un univers parallèle.
Pour se remettre de l'accident, Olivia consulte Sam Weiss, un psychologue un peu spécial que Nina lui a conseillé. Il l'aidera aussi à affronter la mort de son ami Charlie, tué par un agent polymorphe de l'autre univers, et plus tard à réparer les univers.
Walter réalise que les deux univers sont en train de rentrer en collision, il sait qu'Olivia peut aider grâce au cortexiphan. Pour réveiller ses capacités, Walter, Peter et Olivia se rendent à Jacksonville, là où tout a commencé mais Walter comprend que c'est la peur qui provoquait les capacités d'Olivia et que maintenant qu'elle n'a plus du tout peur, elle n’a aucune chance de voir l'autre univers. Olivia se sent alors impuissante et inutile. Peter pour la rassurer tente de l'embrasser mais Olivia réalisant à quel point elle est effrayée court pour trouver le lieu de la prochaine collision laissant Peter dans l'incompréhension.
Après avoir terminé l'enquête Peter va passer la soirée avec Olivia, ce qui rend Walter très joyeux, même si Peter lui assure que c'est seulement amical. Cela dit, en arrivant chez eux, Olivia découvre malgré elle que Peter vient de l'autre monde, Walter la supplie alors de ne rien lui dire. Le lendemain, il se rend chez elle afin de lui expliquer toute l'histoire. Olivia accepte de se taire mais seulement si Walter promet de lui en parler, ce qu'il fait.
De son côté, Peter pense qu'Olivia est distante avec lui à cause de ce qui s'est passé entre eux au retour de Jacksonville. Il en parle à Olivia qui en conclut que Walter ne lui a toujours rien dit. Alors que celui-là se prépare à tout annoncer à son fils, Peter découvre tout de lui-même et disparaît.
Après avoir passé plusieurs jours à sa recherche, l'équipe découvre qu'il est dans l'autre monde. Olivia et Walter mettent tout en œuvre pour le ramener. Ils traversent donc dans l'autre monde, après avoir cherché Peter, Olivia le retrouve et lui dit que sa place est auprès d'elle. Ils s'embrassent et Peter accepte de rentrer.
Malheureusement, alors que Walter et Peter sont avec William en train de préparer le matériel pour rentrer chez eux, Olivia est dehors et au dernier moment, elle se fait emprisonner par Walter-ego et remplacer par son double.

### Saison 3
Olivia est toujours retenue dans l'autre monde et Walter-ego tente d’effacer sa mémoire afin de la faire passer pour l'agent Dunham de son équipe. Mais le traitement ne marche pas et Olivia tente de s’échapper en prenant en otage Henry, un chauffeur de taxi. Cela dit, elle ne sait pas comment revenir chez elle. Elle demande à Henry de l’emmener dans un endroit qui s'avère être la maison de sa mère, encore en vie dans l'univers alternatif. À partir de là, le traitement fait effet et quand Charlie vient la chercher, elle repart avec lui. Elle reprend donc la vie de l'Olivia de ce monde mais n'arrive pas à chasser Peter de son esprit. Persuadée qu'il a tort, elle essaye d'abord de l'effacer mais peu à peu, il lui rappelle qui elle est et elle souhaite à nouveau s’échapper.
Le colonel Broyles se rend compte qu'elle est au courant mais comme elle a sauvé son fils, il ne l'arrête pas. Elle fait alors appel à Henry qui accepte de l'aider à se rendre au laboratoire de Walter-ego. Malheureusement, elle se fait arrêter par les gardes et Walter-ego décide de la renvoyer dans son monde en morceaux. Broyles lui rend visite et elle le supplie de l'aider mais il repart.
Alors que des médecins s'apprêtent à la découper, Broyles vient tout de même la sauver. Elle réussit finalement à s’échapper, malheureusement le colonel meurt. Enfin rentrée, Olivia retrouve espoir. Faux-Livia est quant à elle renvoyée dans son monde alors qu'elle était prisonnière. En reprenant le travail, Olivia découvre que Peter entretenait une liaison avec Faux-Livia. Elle lui en veut d'abord énormément de ne pas avoir compris que ce n'était pas elle mais peu à peu, elle comprend qu'il a lui aussi souffert de cette trahison. Tous les deux arrivent donc à gérer cette épreuve et finissent par se mettre ensemble.
Dans l'autre monde, Faux-Livia est enceinte de Peter mais ce dernier n'est pas au courant. Franck, son fiancé, la quitte lorsqu'il apprend qu'elle l'a trompé. Elle donne naissance à un petit garçon qu'elle nomme Henry. Grâce à l'ADN de son petit-fils, Walter-ego active la machine à distance ce qui contraint Peter à rentrer dedans mais celle-ci le rejette. Après un moment dans le coma, il se réveille et Walter réalise qu'il fallait qu'Olivia lui ouvre la machine, ce qu'elle fait. Avant qu'il monte, elle lui dit qu'elle l'aime. Une fois dans la machine, Peter perçoit le futur s'il détruit l'autre monde.
Dans le futur, il est marié à Olivia et Walter est prisonnier cela dit, même si l'autre monde n'existe plus, Walter-ego a réussi à venir dans l'univers originel et il tue Olivia. Quand Peter sort de la machine, il comprend que détruire l'un des deux univers n'est pas la solution. Il crée alors un pont pour maintenir les univers en équilibre. De cette façon, il peut garder les univers sans que cela ne les abîme et également empêcher la mort d'Olivia. Mais à ce moment, alors que les deux mondes sont prêts à s'entraider, Peter disparaît, comme s'il n'avait jamais existé.

### Saison 4
Avec la réécriture de l'histoire des univers, le personnage d'Olivia est lui aussi altéré. Elle travaille avec Walter qui vit dans son laboratoire, Astrid avec qui elle semble un peu plus proche et l'agent Lincoln Lee. On apprend que Nina Sharp l'a recueilli ainsi que sa sœur à la mort de leur mère. Sa sœur est toujours mariée avec Greg et ils ont un fils Eddie en plus d'Ella.
De leur côté, les Observateurs responsables de la disparition de Peter constatent qu'il n'est pas totalement effacé. En effet, même si personne ne sait qui il est, Olivia et Walter le voient dans des rêves ou hallucinations. En attendant, lorsque Peter refait surface, Broyles l'enferme. Après des tests ADN, il est confirmé qu'il est bien le fils de Walter mais ce dernier pense qu'il s'agit d'une version alternative de son fils.
Au bout d'un moment, Peter est autorisé à aider dans les enquêtes. Alors que lui et Lincoln sont en mission dans l'autre monde, Olivia qui les attend reçoit la visite d'un observateur qui lui annonce sa mort. Un peu déstabilisée, elle continue tout de même à travailler. Elle comprend vite que de là où il vient, il a des liens forts avec elle et qu'elle lui manque. Mais au fil du temps, Olivia semble se rappeler Peter. Walter leur explique alors que c'est une réaction au cortexiphan. Peter souhaite tellement retrouver « son » Olivia que cette Olivia essaye de le devenir. Walter supplie Peter de ne pas céder à la tentation mais leur désir d'être ensemble est plus fort que tout. Mais après avoir échangé un baiser Olivia disparaît. Lorsqu'il la retrouve, Peter pense qu'il ne devrait pas être ensemble et que ce n'est pas sa « vraie » Olivia. Il la laisse alors seule en lui brisant le cœur. Peu de temps après, alors qu'elle retourne travailler, elle découvre qu'il a quitté la ville.
Cela dit, Walter a vraiment besoin de Peter. Il lui demande donc de revenir, ce qu'il fait. Lors de l'enquête, il est amené à discuter avec Septembre qui lui révèle beaucoup de chose comme la courte existence de son fils Henry, le fait que son retour soit dû aux sentiments que lui portent Walter et Olivia et il lui révèle tout ce qu'il avait rêvé d'entendre : Olivia est bel et bien son Olivia.
À la suite de cela, Olivia et Peter vont enfin pouvoir être ensemble et Walter prend conscience qu'il est vraiment heureux d'avoir cette famille. Dans le dernier épisode de la saison, Walter tue Olivia afin de stopper Bell, Peter court auprès d'elle refusant que Walter la touche mais celui-ci à un plan, il pense que s'il se dépêche, le cortexiphan peut la sauver. Après avoir extrait la balle de sa tête, elle se réveille. Ainsi, Peter comprend que l'observateur disait vrai, elle devait mourir mais cela ne veut pas dire qu'elle devait disparaître. En rentrant, Olivia va à l’hôpital et annonce à Peter qu'elle est enceinte.
On voit que dans le futur (2036) les Observateurs ont pris le pouvoir et Etta, une mystérieuse agent du FBI lutte contre eux. Elle libère Walter, Peter et Astrid qui s'étaient eux-mêmes emprisonnés dans l'ambre depuis 20 ans. On ne sait pas où est Olivia à ce moment-là, mais on apprend que Etta est en réalité Henrietta Bishop, la fille de Peter et Olivia. Elle porte autour du cou une balle.

### Saison 5
Olivia est finalement libérée de l'ambre et rejoint vite la résistance contre les envahisseurs du futur. Elle fait partie de l'équipe qui infiltre le laboratoire abandonné de Harvard où elle participe à la recherche des cassettes vidéo laissées par Walter pour décrire son plan. Alors que Walter et Astrid se chargent de détruire l'ambre et récupérer les cassettes, Olivia va sur le terrain négocier les objets nécessaires au plan. Elle essaie aussi de renouer avec Peter et Etta, qu'elle retrouve enfin, mais Etta est tuée par Windmark. Sous le choc et la colère de la mort de sa fille enfin retrouvée, Peter sombre dans la violence et n'hésite pas à s'implanter une puce des Observateurs. Olivia devra le convaincre que ce n'est pas le moyen d'honorer la mémoire de leur fille.
Plus tard, Olivia retrouve Michael, l'enfant Observateur qui est l'élément fondamental du plan. Quand Windmark le capture, Olivia n'hésite pas à reprendre du Cortexiphan afin de récupérer ses aptitudes et voyages entre les mondes pour libérer l'enfant.

## Liste des aptitudes
Grâce aux injections de Cortexiphan qu'elle a reçues enfant, Olivia a développé des capacités surnaturelles
- Télékinésie (L'épreuve Saison 1 Episode 14)
- Audition hypersensible (Descente souterraine Saison 2 Episode 2)
- Capacité à repérer les choses venant de l'autre monde grâce à un scintillement (Retour à Jacksonville Saison 2 Episode 15)
- Pyrokinésie (Retour à Jacksonville Saison 2 Episode 15/Sujet n°13)
- Traverser entre les mondes (L'histoire de Peter Saison 2 Episode 16/De l'autre côté partie 1 Saison 2 Episode 22)
- Immunité aux aptitudes des autres (Terreurs nocturnes Saison 1 Episode 17/Questions et réponses Saison 3 Episode 12)
- Électrokinésie (La fin de toutes choses Saison 4 Episode 14)
- Contrôle du corps et de l'esprit (Big Bang, première partie Saison 4 Episode 21)
- Guérison (Big bang, deuxième partie Saison 4 Episode 22)

## Anecdotes
- Anna Torv qui joue Olivia Dunham était marié à Mark Valley qui jouait l'agent Scott jusqu'à leur divorce au début de 2010 après seulement un an de mariage.
- Dans le script original, Olivia Dunham s'appelait en réalité Olivia Warren.
- Olivia parle couramment l’allemand.
- Olivia possède une mémoire eidétique.
- Elle a déjà utilisé les pseudonymes d'Amanda Benett et Stéphanie.
- Lorsqu'elle prend l'identité de Faux-Livia et sa mémoire, elle récupère aussi son talent pour le tir. Mais on ne sait pas si elle le garde puisque sa mémoire est à nouveau modifiée par la suite.
- Le numéro de bureau d'Olivia est 2168 ou 3233 selon l'épisode.
- Son code d'identification est 7-18-6-22-7-9.
- À l'instar de nombreux personnages de la série, son nom de famille est inspiré d'un scientifique réputé : Kingsley Charles Dunham.

## Interprète
Elle est incarnée par Anna Torv. Enfant, elle est jouée par Ada Brecker et Karley Scott Collins.